# Milizia popolare libica
La Milizia Popolare della Libia (quwwat al-muqawama al-sha'biya) è una formazione ausiliaria militare a servizio occasionale, in pratica una riserva su base coscrizionale regionale, sempre disponibile per impieghi eventuali in compiti di difesa del territorio e degli edifici pubblici.
Fu costituita negli anni Settanta da riservisti con il nome di "Forza Popolare di Resistenza". Attualmente la sua capacità operativa è stimata (al 2004) in circa 40.000 unità, i cui compiti sono secondo alcune fonti non solo la difesa delle frontiere (ed il pattugliamento di zone desertiche e rurali) ma in realtà anche l'integrazione nella "nazione armata" (al-sha'b al-musallah) delle tribù di stirpe araba.
Nell'organizzazione militare libica, che è ripartita per regioni ai sensi del 3° Statuto del 1984, i coscritti (uomini e donne fra i 17 ed i 35 anni di età) prestano il servizio militare obbligatorio, al termine del quale restano tutti tenuti (se in condizioni di idoneità fisica) ad obbedire ad eventuali richiami. In base al detto statuto, tutti i cittadini di entrambi i sessi ricevono costantemente sin dalla scuola un'istruzione militare, particolarmente presente nei corsi di studi secondari superiori, le cui scuole sono ciascuna "assegnate" ad un reparto militare. L'assegnazione si traduce anche nella presenza dell'alunno, due giorni alla settimana più un mese all'anno, presso l'unità militare di riferimento. Anche per i lavoratori (in particolare artigiani, professionisti ed agricoltori) è previsto lo stesso obbligo di "frequenza" presso le unità militari, con adattamenti speciali dei turni per alcune categorie come gli operai di talune industrie.
La militarizzazione della società è stata operata per gradi e selettivamente per fasce d'età. Così, se l'istruzione militare inizia ai 13 anni presso le scuole, prosegue in età professionale presso scuole ed aziende con la specializzazione militare, i cittadini fra i 45 ed i 55 anni costituiscono la Milizia Popolare vera e propria, mentre quelli al di sopra dei 55 anni sono inquadrati nelle "Brigate Mujahidin".
Il colonnello Gheddafi ha affermato pubblicamente che fu la Milizia Popolare ad arrestare le truppe egiziane nella crisi del 1977, ma dal Cairo si ribatte che lo scontro avvenne invece con truppe regolari.
Dopo la guerra civile libica è incerto il ruolo che verrà attribuito a questa formazione, e la sua stessa esistenza, a causa dei radicali mutamenti della forma di governo.